# Donald Davie
Donald Alfred Davie (17 de julio de 1922 – 18 de septiembre de 1995) fue un poeta y crítico literario británico. Sus poemas en general son filosóficos y abstractos, pero evocan diferentes entornos.

## Biografía
Davie nació en Barnsley, Yorkshire, en el seno de una familia baptista. Comenzó su educación en la Escuela Barnsley Hogate, y más tarde asistió al Saint Catharine's College, de Cambridge. Debió interrumpir sus estudios por la guerra, cuando fue enviado por la Royal Navy al Ártico, en Rusia, donde aprendió el idioma por sí solo. Durante el último año de la guerra, contrajo matrimonio con Doreen John en Devon. Después de regresar a Cambridge, terminó sus estudios y se graduó como B.A., M.A. y Ph.D. En 1958 volvió a la universidad y en 1964 comenzó a trabajar como profesor de inglés en la nueva Universidad de Essex. Enseñó inglés allí entre 1964 y 1968, cuando se mudó a los Estados Unidos para trabajar en la Universidad de Stanford, donde sucedió a Yvor Winters. En 1978, asumió un cargo en la Universidad de Vanderbilt, donde dio clases hasta su retiro en 1988. 
Escribió varios libros sobre la técnica de la poesía, como Purity of Diction in English Verse, y artículos más pequeños como Some Notes on Rhythm in Verse. Las críticas y las poesías de Davie se caracterizan por su interés en las técnicas modernistas y premodernistas. Davie pensaba que "no hay una conexión necesaria entre la vocación poética y el exhibicionismo, el egoísmo y la licencia". Escribe de manera elocuente y empática sobre la poesía británico moderna en Under Briggflatts, mientras que en Thomas Hardy and British Poetry defiende una tradición pre-modernista. Gran parte de los poemas de Davie han sido comparados con los del tradicionalista Philip Larkin, pero otras de sus obras tienen una influencia más notoria de Ezra Pound. Davie aparece en el Oxford Book of Contemporary Verse, de 1980. 
Falleció de cáncer, el 18 de septiembre de 1995, en Exeter, a los 73 años de edad.

## Obras
- A Winter Talent and other poems (Routledge and Kegan Paul, 1957)
- Events & Wisdoms (Routledge and Kegan Paul, 1964)
- In the Stopping Train and other poems (Carcanet Press, 1977)
- Selected Poems (Carcanet Press, 1985)
- Trying To Explain (Carcanet Press, 1986)
- To Scorch Or Freeze (Carcanet Press, 1988)
- Under Briggflatts (Carcanet Press, 1989)
- Slavic Excursions (Carcanet Press, 1990)
- These the Companions (Carcanet Press, 1990)
- Ezra Pound (Carcanet Press, 1991)
- Older Masters (Carcanet Press, 1992)
- Purity of Diction In English Verse and Articulate Energy (Carcanet Press, 1994)
- Church Chapel and the Unitarian Conspiracy (Carcanet Press, 1995)
- Poems & Melodramas (Carcanet Press, 1996)
- With The Grain: Essays On Thomas Hardy and British Poetry (Carcanet Press, 1998)
- Two Ways Out Of Whitman:American Essays (Carcanet Press, 2000)
- Collected Poems (Carcanet Press, 2002)
- A Travelling Man: Eighteenth Century Bearings(Carcanet Press, 2003)
- Modernist Essays(Carcanet Press, 2004)
- Purity of Diction In English Verse and Articulate Energy (Carcanet Press, 2006)